# Hilma
Hilma är ett kvinnonamn med tyskt ursprung. Namnet är bildat av ordet himil som betyder himmel. Det kan även vara den feminina motsvarigheten till mansnamnet Hilmer. Det äldsta belägget i Sverige är från år 1815.
Namnet blev först riktigt populärt i Tyskland genom den tyske skalden Friedrich Gottlieb Klopstock som levde i slutet på 1700-talet.
Den 31 december 2014 fanns det totalt 4 192 kvinnor folkbokförda i Sverige med namnet Hilma, varav 1 808 bar det som tilltalsnamn.
I svenska almanackan saknas namnsdag sedan 2001 då det utgick ur almanackan där det funnits på 16 maj sedan 1901. I den finlandssvenska namnsdagslängden har Hilma namnsdag 21 november sedan starten 1929, då en egen namnsdagskalender togs i bruk för finlandssvenskar.

## Personer vid namn Hilma

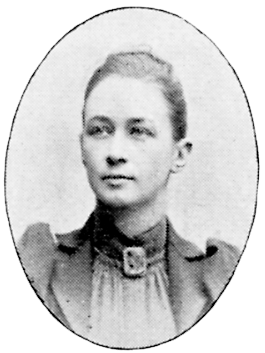
Hilma af Klint

- Hilma Angered-Strandberg, svensk författare
- Hilma Barcklind, svensk operettsångerska
- Hilma Borelius, svensk litteraturhistoriker
- Hilma Bruno, svensk skådespelare
- Hilma Granqvist, finländsk Palestinaforskare och sociolog
- Hilma Hofstedt, svensk agitator
- Hilma af Klint, svensk konstnär och antroposof
- Hilma Lindberg, svensk musiker
- Hilma Persson-Hjelm, svensk konstnär
- Hilma Svedal, svensk guldgrävare
- Hilma Tengmark, svensk skådespelare
- Hilma Wengberg, svensk läkare
- Hilma Åberg, svensk musiker